# Naučná stezka Údolím Bystřice
Naučná stezka Údolím Bystřice je naučná stezka vedoucí údolím řeky Bystřice v přírodním parku Údolí Bystřice v okrese Olomouc (Olomoucký kraj) a okrese Bruntál (Moravskoslezský kraj). Tématem stezky je příroda, geologie a historie Údolí Bystřice a jejího blízkého okolí. Část stezky vede okrajovou části vojenského újezdu Libavá a je za dodržení předepsaných podmínek veřejně přístupná.

## Další informace
Naučná stezka Údolím Bystřice začíná na nádraží v Domašově nad Bystřicí, táhne se jižním směrem hlubokým horským údolím meandrující řeky Bystřice v pohoří Nízký Jeseník až do Hrubé Vody (místní část obce Hlubočky), kde končí na nádraží Hrubá Voda. Svou polohou „kopíruje“ část železniční trati 310 z Olomouce do Opavy. Nachází se v pohoří Nízký Jeseník.
Délka trasy je 13 km z Domašova nad Bystřicí, přes přírodní památku Kamenné proudy u Domašova, výrazný skalní masiv Malý Rabštýn, který se využívá také k horolezectví. Dále kolem Pstruží líhně Bělá, studánky Nad tratí, železniční zastávky Jívová, přes dvojitý (dvouúrovňový) most, Magdalénský Mlýn, Panský Mlýn, Smilovský Mlýn. Dále na trase je javor klen u Smilovského mlýna, železniční zastávka Hrubá Voda-Smilov, přírodní rezervace Hrubovodské sutě, javor klen u Hrubovodských sutí, Hrubá Voda a nakonec nádraží Hrubá Voda. Stezka je určena především pro pěší a s určitým omezením na některých úsecích i pro cyklisty. Stezka je lemovaná četnými meandry řeky Bystřice, výchozy skal, kamennými moři, bývalými břidličnými lomy, železničními tunely a také se zde vyskytuje cenná příroda a „nespoutaná“ řeka.
Na naučné stezce je 11 zastavení vybavených informačními panely:
1. Vstupní tabule v Domašově nad Bystřicí
2. Historie Domašova nad Bystřicí a jeho okolí
3. Přírodní památka Kamenné proudy u Domašova
4. Skalní výchozy na Malém Rabštejně
5. Louky v údolí
6. Lesy
7. Řeka Bystřice a její oživení
8. Hospodářské využití údolí v minulosti a dnes
9. Přírodní rezervace Hrubovodské sutě
10. Historie Hrubé Vody a zříceniny hradu Hluboký
11. Vstupní tabule v Hrubé Vodě

## Galerie

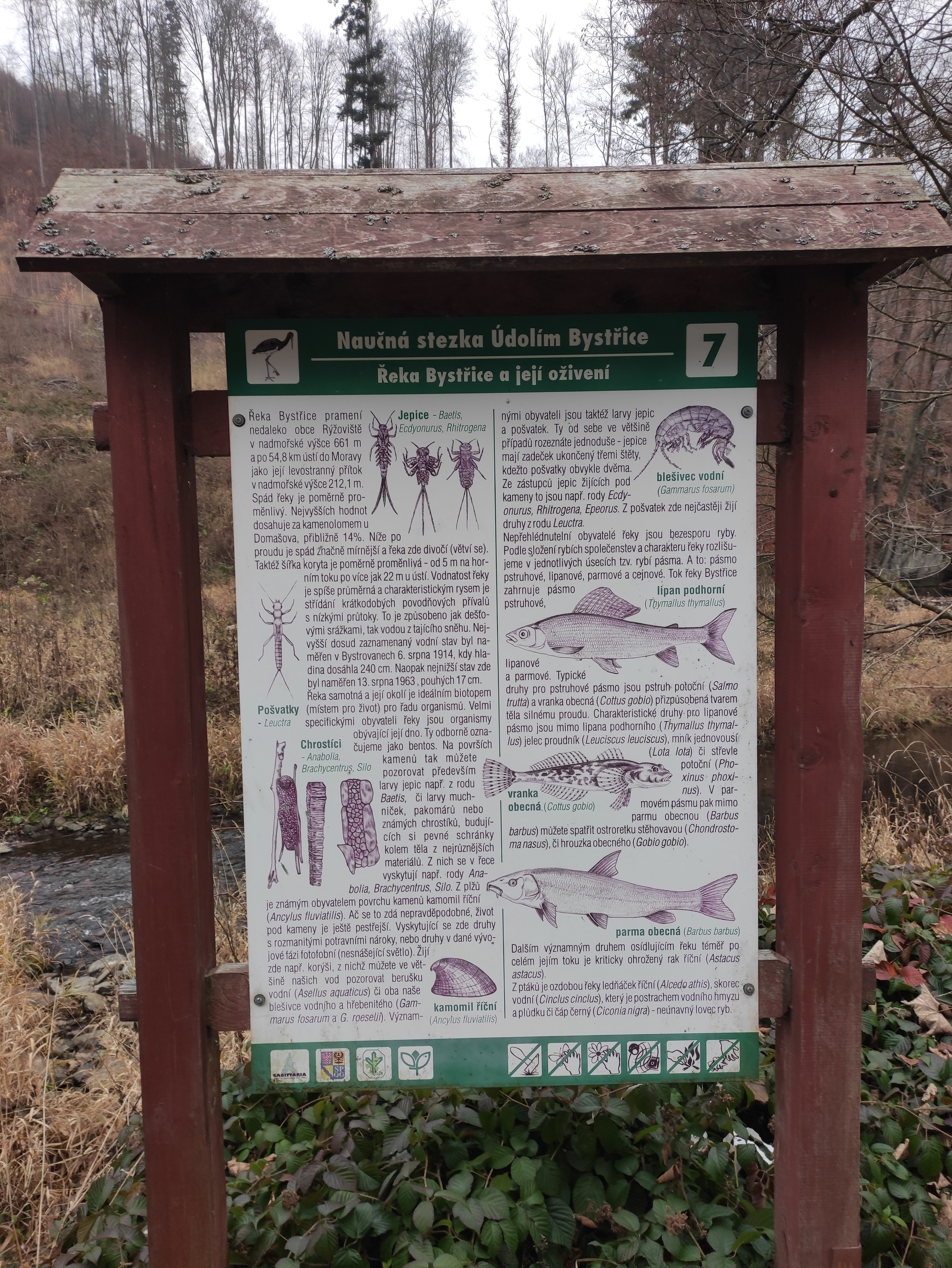
7. zastavení
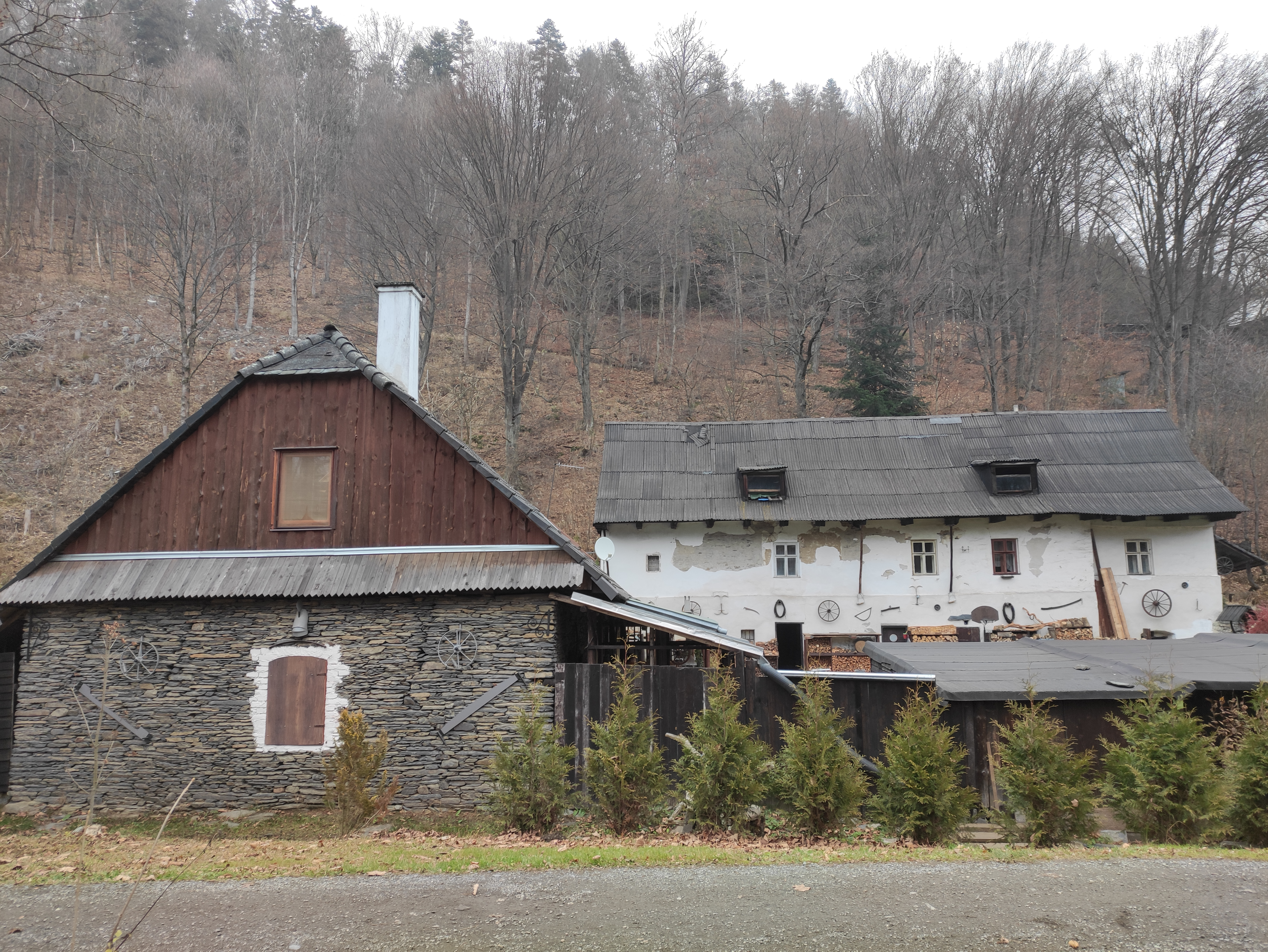
Panský Mlýn
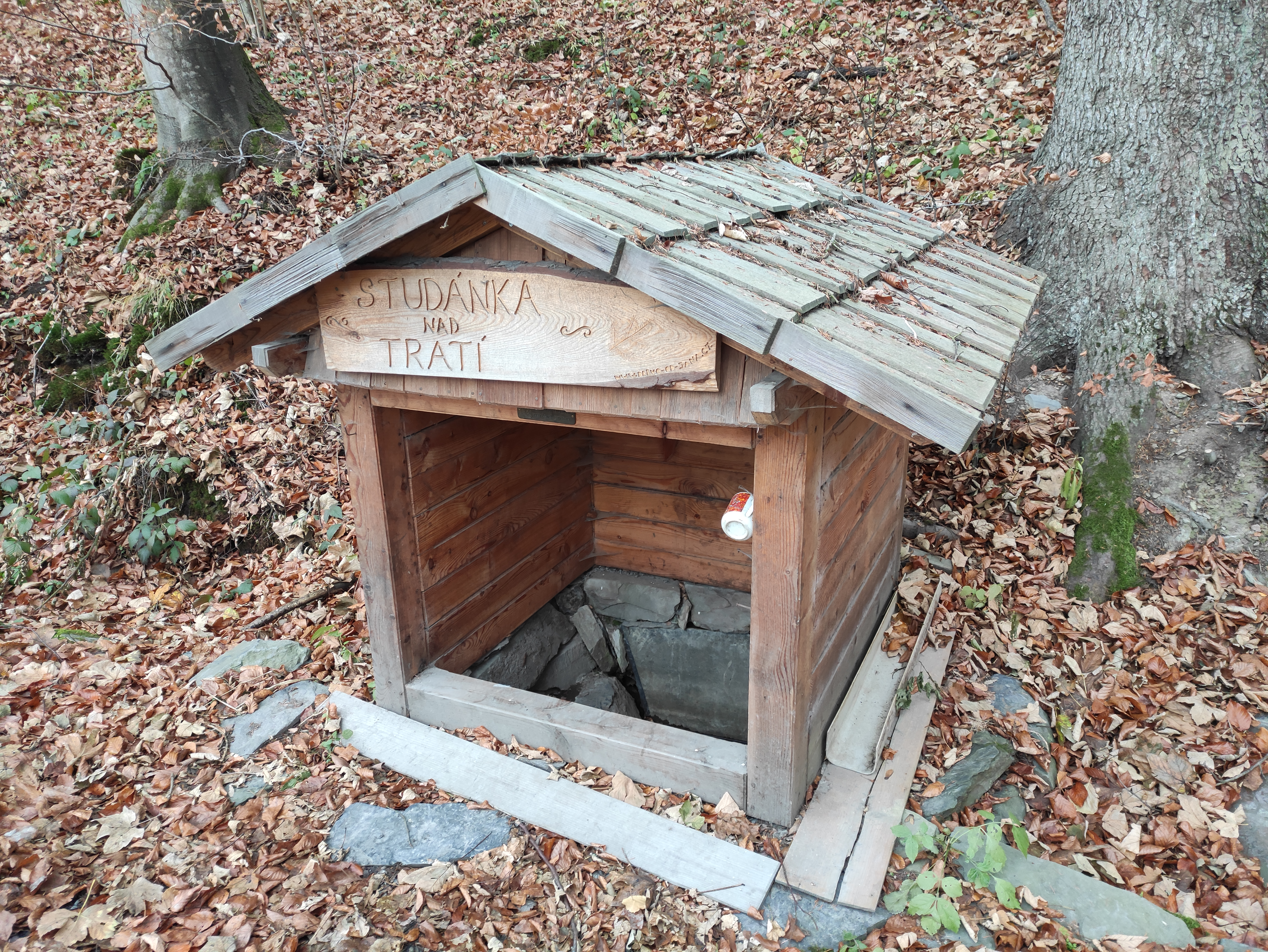
Studánka Nad tratí
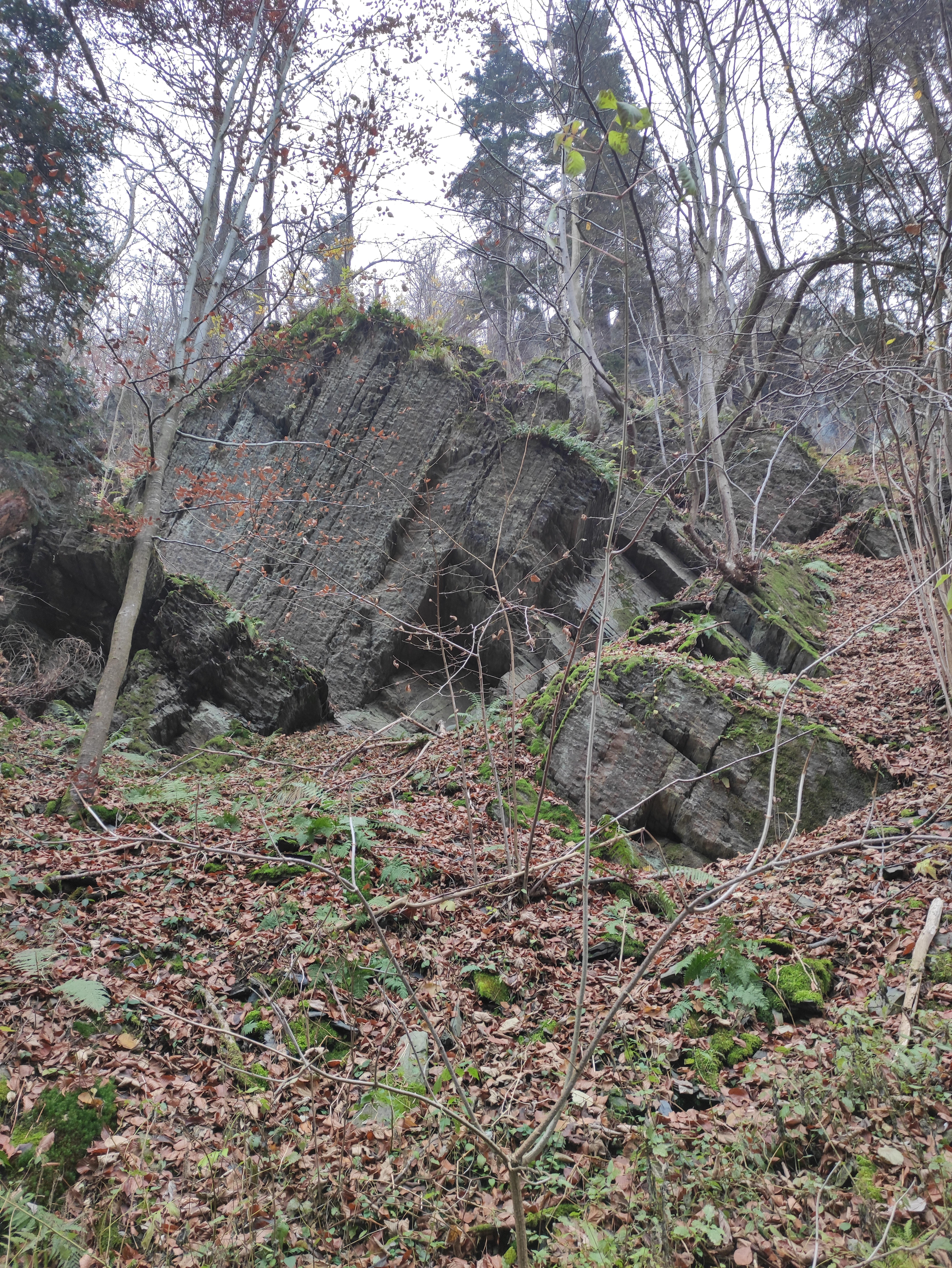
Skály
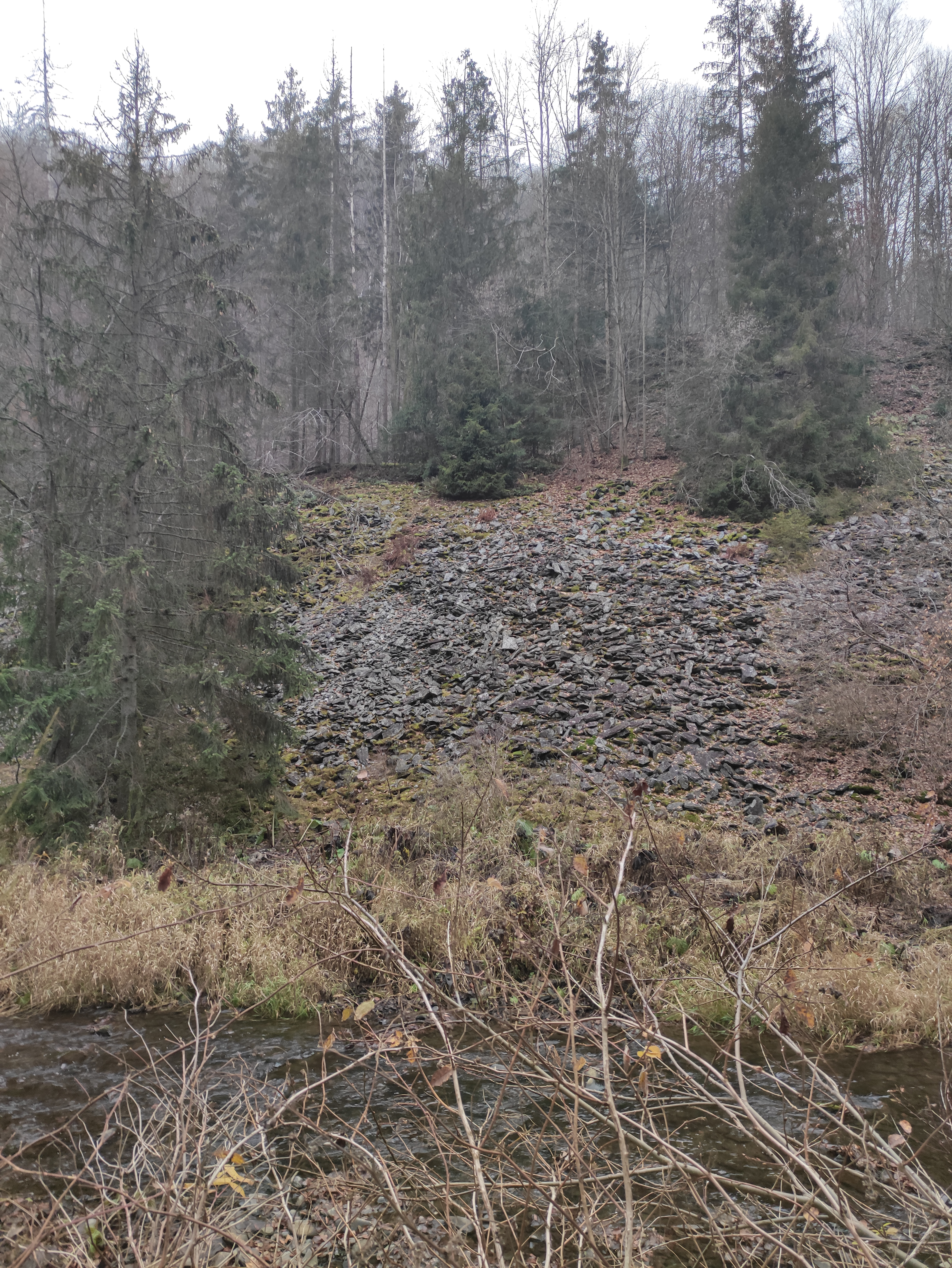
Suťový svah
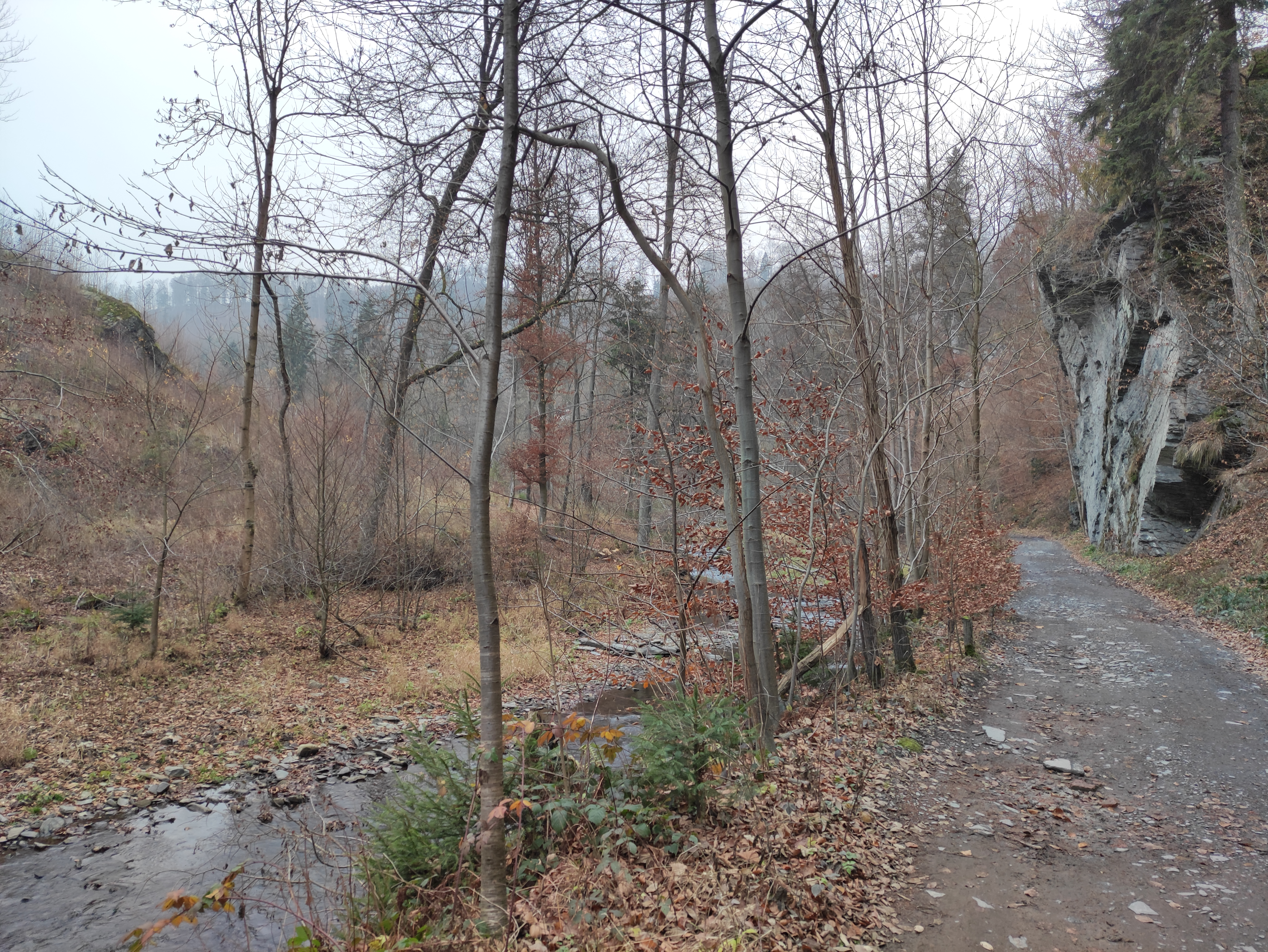
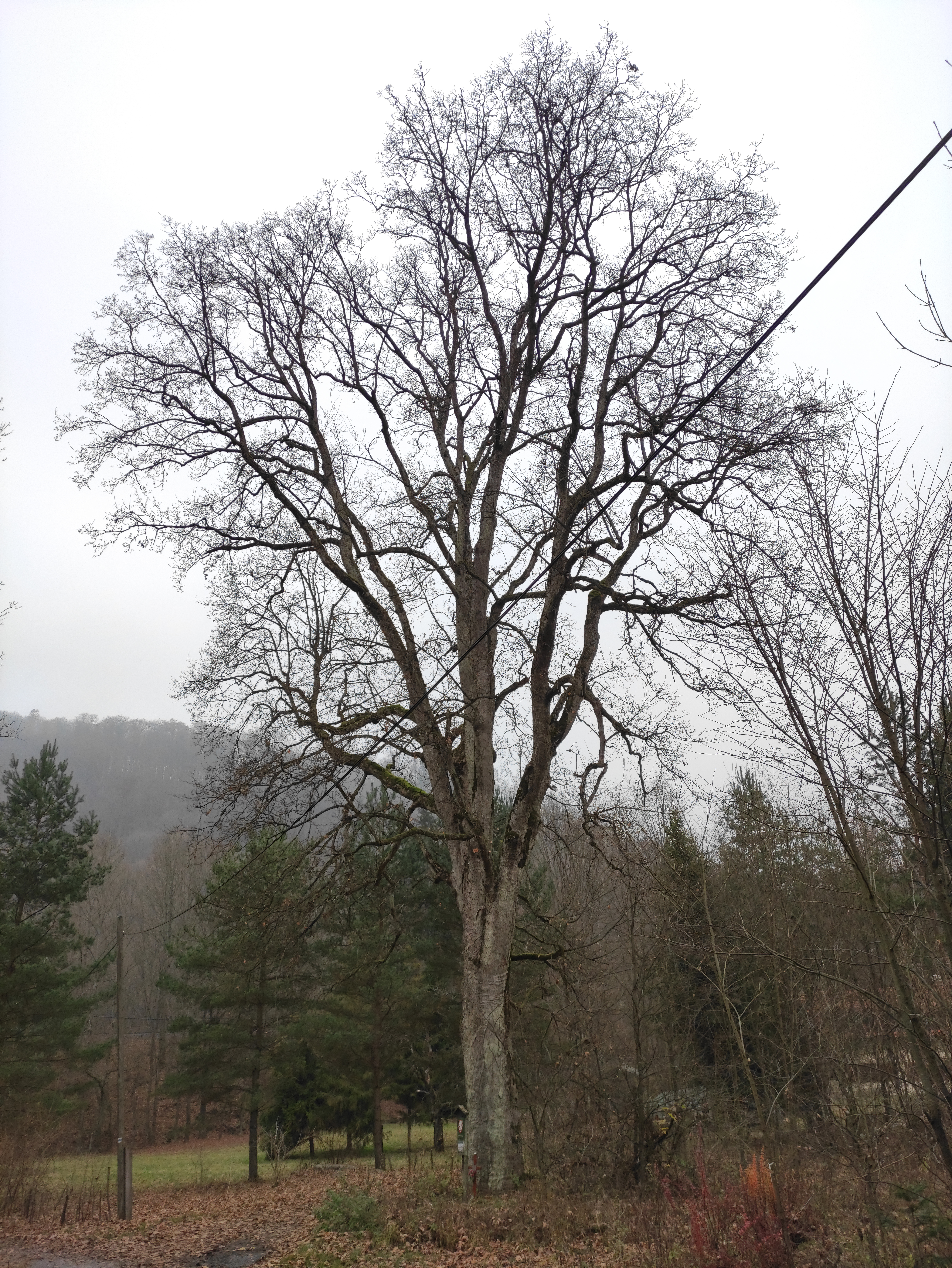
Javor klen u Smilovského mlýna